# 과달루페 빅토리아
과달루페 빅토리아(Guadalupe Victoria, 1786년 9월 29일 ~ 1843년 3월 21일)는 멕시코 독립 전쟁에서 스페인에 대항하여 독립을 위해 싸운 멕시코의 혁명 군인이었으며, 후에 최초의 멕시코의 대통령이 되었다.
1786년 두랑고주의 타마술라 데 빅토리아에서 마누엘 페르난데스와 부인 알레한드라 펠릭스의 아들로 태어났다. 그는 콜레지오 데 산 일데폰소에서 법을 공부했다. 1811년에 멕시코 독립 전쟁에 참여하여 미겔 이달고 이 코스틸야가 공포한 혁명에 가담했으며 호세 마리아 모렐로스의 지휘하에서 전투를 했다. 모렐로스의 사형 후 비센테 게레로와 함께 입대해서 베라크루스주와 푸에블라주에서 투쟁을 했다.
베라크루스주, 팔밀라스 마을 근처에서 패배한 후, 그는 아구스틴 데 이투르비데와 게레로가 독립한 멕시코는 입헌군주제에 의해 다스려져야 한다고 주장했던 이괄라 계획을 제시할 때까지, 근처 산에서 은둔하며 지냈다.
확고한 공화주의자였던, 그는 안토니오 로페스 데 산타 안나를 지지했으며 이투르비데 황제를 전복할 목적으로 카사 마타 계획에 서명했다.
그는 이투르비데 황제를 전복한 후 멕시코의 최초의 대통령이 되었다. 빅토리아는 그의 새로운 이름을 과달루페의 성모에 감사의 기도를 드리기 위하여 "과달루페"와 스페인어로 '승리'를 의미하는 "빅토리아"로 선택했다.
대통령의 신분 동안 노예제도를 폐지하면서, "콜레지오 밀리타르"를 세웠고, 모든 주요한 강대국들과 외교 협약을 맺었다. 1827년 빅토리아의 대통령 임기는 부통령 니콜라스 브라보가 공화 정부에 대항하는 반란을 일으켰을 때 붕괴되었다.
그러나 그 반란상태는 산타 안나와 비센테 게레로 장군에 의해 쉽게 진압되었으며 1828년 결국 붙잡혀 에콰도르로 추방되었다.
1843년 베라크루스주의 페로테에서 뇌전증로 죽었고 그곳에 묻혔다.
1845년 8월 25일에 그는 멕시코 의회에 의해 "국가 영웅" (Benemérito de la Patria)으로 선언되었다. 1925년 그의 유골이 멕시코 시티에 있는 독립의 천사상 (El Ángel de la Independencia) 바닥의 묘로 이장되었다.

## 유산
빅토리아는 멕시코의 국가 영웅이다. 타파울리파스 주의 주도, 시우다드 빅토리아는 그의 이름으로 명명되었으며, 두랑고에 있는 타마술라 데 빅토리아와 시우다드 과달루페 빅토리아, 푸에블라에 있는 과달루페 빅토리아, 미국의 텍사스주에 있는 빅토리아도 같은 이유로 이름이 지어졌다.

## 같이 보기
- 멕시코의 역사
- 멕시코의 대통령 목록